# ゆがわら町民オンブズマン
ゆがわら町民オンブズマン（ゆがわらちょうみんオンブズマン）は、神奈川県湯河原町の町民による団体。代表は濱田知子。

## 概要
町民の力で湯河原町をより公正で開かれた暮しやすい町にする為、湯河原町の行政において不正や不当な行為が行われていないかを監視し、是正することを目的として2020年10月に設立された。
情報公開制度等を利用し、公金の不正使用や個人情報の不適切な利用の告発、調査などを行い、
徹底した情報公開や不正の実態解明を求めて活動している。全国の市民オンブズマンと連携し、湯河原町をより開かれた先進的な町にすることを目指している。

## 沿革
2020年
9月21日（月） オンブズマン結成の有志への呼びかけと同時にかながわ市民オンブズマンに教えを請いながらオンブズマンとしての体制づくりを進める
10月1日（木） 設立総会
11月7日（土） 地域政党ゆがわらの集会にてオンブズマン設立の紹介と陳情に関する説明
11月11日（水） 議会への陳情書提出と記者会見（12日付朝日・東京・神奈川新聞に記事掲載）
11月20日（金） 議会運営委員会にて陳情は机上配布と決定
11月25日（水） 行政への請願書提出 マスコミにプレスリリースNHKの取材 首都圏ニュース845で放映（26日付朝日・毎日・神奈川新聞に記事掲載）
12月 3日（木） 町税等徴収対策強化特別委員会開催 リスト提供無今後は黒塗りのリストを要求することが決定オンブズマンより2名、朝日・東京新聞記者傍聴（4日付朝日・神奈川新聞 6日付東京新聞に記事掲載）
12月17日（木） 議会に「一般会議」申し込み12月23日（水） 行政へ提出した請願書の回答受領
2021年
1月6日（水） 町へ事務監査請求に関する問い合わせ
1月12日（火） 滞納者リストが個人情報保護条例違反である根拠資料の情報公開請求
1月21日（木） 事務監査請求の書式受領
1月23日（土） 湯河原町商工会館にてパネルディスカッション
1月26日（火） 1月12日付の情報公開請求 不存在の通知と一部の文書開示
2月3日（水） 緊急事態宣言明けまで一般会議延期
2月8日（月） 住民監査請求のための情報公開請求
2月13日（土） 情報公開請求訴訟提起をしていく方向性確認
2月15日（月） 秘密会議事録の情報公開請求
2月22日（月） 2月8日公開請求の文書開示
2月26日（金） 2月15日公開請求の秘密会議事録非公開決定
3月3日（水） 係争中の事案となることを理由に一般会議無期延期
3月8日（月） 2月26日付非公開決定の理由について問合せ3月12日（金） 町税等徴収対策強化特別委員会開催 リスト提供無
4月14日（水） 情報公開請求訴訟提訴